# Großer Preis von San Marino 2002
Der Große Preis von San Marino 2002 (offiziell XXII Gran Premio di San Marino) fand am 14. April auf dem Autodromo Enzo e Dino Ferrari in Imola statt und war das vierte Rennen der Formel-1-Weltmeisterschaft 2002.

## Bericht

### Hintergrund
Nach dem Großen Preis von Brasilien führte Michael Schumacher in der Fahrerwertung mit acht Punkten vor Ralf Schumacher und mit zehn Punkten vor Juan Pablo Montoya. In der Konstrukteurswertung führte Williams-BMW mit sechs Punkten vor Ferrari und mit 22 Punkten vor McLaren-Mercedes.
Mit Michael Schumacher (dreimal), Ralf Schumacher, David Coulthard und Heinz-Harald Frentzen (jeweils einmal) traten vier ehemalige Sieger zu diesem Grand Prix an.

### Training
Vor dem Rennen am Sonntag fanden vier Trainingssitzungen statt, jeweils zwei am Freitag und Samstag. Die Sitzungen am Freitagmorgen und -nachmittag dauerten jeweils eine Stunde; die dritte und vierte Sitzung am Samstagmorgen dauerte jeweils 45 Minuten.
Am Freitag war Michael Schumacher mit einer Zeit von 1:36,898 Minuten der Schnellste vor Rubens Barrichello und Giancarlo Fisichella.
Am Samstag war dann erneut Michael Schumacher vorne, dieses Mal mit einer Zeit von 1:23,046 Minuten. Ihm folgten Coulthard und Barrichello.

### Qualifying
Das Qualifying am Samstagnachmittag dauerte eine Stunde. Jeder Fahrer war auf zwölf Runden begrenzt, wobei die Startreihenfolge durch die schnellsten Runden der Fahrer bestimmt wurde. Während dieser Sitzung war die 107-Prozent-Regel in Kraft, die erforderte, dass jeder Fahrer eine Zeit innerhalb von 107 % der schnellsten Runde aufstellte, um sich für das Rennen zu qualifizieren.
Michael Schumacher sicherte sich im Qualifying die Pole-Position vor Barrichello und Ralf Schumacher. Minardi-Fahrer Alex Yoong scheiterte an der 107-Prozent-Zeit und wurde somit nicht zum Rennen zugelassen.

### Warm Up
Im Warm Up war Barrichello der Schnellste. Er platzierte sich vor Michael Schumacher und Montoya.

### Rennen
Beim Start von Allan McNishs Toyota ging das Getriebe kaputt und der schottische Fahrer musste aufgeben. An der Spitze des Rennens behauptete Michael Schumacher den ersten Platz, während Barrichello von Ralf Schumacher überholt wurde. Montoya behielt den vierten Platz vor den beiden McLaren von Kimi Räikkönen und David Coulthard, den beiden Renaults von Jarno Trulli sowie Jenson Button und Nick Heidfeld.
Von den ersten Runden an erwies sich Michael Schumacher als uneinholbar für seine Konkurrenten und gewann im Schnitt fast eine Sekunde pro Runde gegenüber seinem Bruder. Mit Ausnahme des Ausfalls von Takuma Satō wegen eines Getriebeschadens und Enrique Bernoldis Überholen von Salo für den vierzehnten Platz gab es bis zur ersten Serie von Boxenstopps, die Heidfeld in Runde 16 eröffnete, keine Positionsänderungen. Der deutsche Fahrer hatte den ersten Boxenstopp vorverlegt, um sich gegen die Renault-Fahrer durchzusetzen, doch sein Vorstoß wurde durch einen Defekt im Betankungssystem vereitelt, der ihn eine Runde später dazu zwang, den Vorgang zu wiederholen. Dabei überschritt Heidfeld die Geschwindigkeitsbegrenzung in der Boxengasse und erhielt eine Strafe, die das Rennen endgültig gefährdete.
Bis zur 30.n Runde, als Räikkönen seinen ersten Boxenstopp einlegte, gab es keine weiteren Änderungen an der Spitze. Eine Runde später tankten auch die Schumacher-Brüder nach, während Barrichello in Runde 32 an der Box anhielt und vor Ralf Schumacher auf die Strecke zurückkehrte.
Das Rennen gewann schlussendlich Michael Schumacher vor Barrichello und Ralf Schumacher. Die restlichen Punkteplatzierungen belegten Montoya, Button und Coulthard. Es war der erste Doppelsieg für Ferrari in dieser Saison und der erste in Imola seit dem Großen Preis von San Marino 1982.
Durch den Doppelsieg konnte Ferrari in der Konstrukteurswertung wieder an Williams-BMW vorbeiziehen. In der Fahrerwertung blieben die ersten drei Positionen unverändert.

## Meldeliste
| Team                       | Nr. | Fahrer                | Chassis        | Motor                 | Reifen |
| -------------------------- | --- | --------------------- | -------------- | --------------------- | ------ |
| Scuderia Ferrari Marlboro  | 01  | Michael Schumacher    | Ferrari F2002  | Ferrari 3.0 V10       | B      |
| Scuderia Ferrari Marlboro  | 02  | Rubens Barrichello    | Ferrari F2002  | Ferrari 3.0 V10       | B      |
| West McLaren Mercedes      | 03  | David Coulthard       | McLaren MP4-17 | Mercedes-Benz 3.0 V10 | M      |
| West McLaren Mercedes      | 04  | Kimi Räikkönen        | McLaren MP4-17 | Mercedes-Benz 3.0 V10 | M      |
| BMW.WilliamsF1 Team        | 05  | Ralf Schumacher       | Williams FW24  | BMW 3.0 V10           | M      |
| BMW.WilliamsF1 Team        | 06  | Juan Pablo Montoya    | Williams FW24  | BMW 3.0 V10           | M      |
| Sauber Petronas            | 07  | Nick Heidfeld         | Sauber C21     | Petronas 3.0 V10      | B      |
| Sauber Petronas            | 08  | Felipe Massa          | Sauber C21     | Petronas 3.0 V10      | B      |
| DHL Jordan Honda           | 09  | Giancarlo Fisichella  | Jordan EJ12    | Honda 3.0 V10         | B      |
| DHL Jordan Honda           | 10  | Takuma Satō           | Jordan EJ12    | Honda 3.0 V10         | B      |
| Lucky Strike BAR Honda     | 11  | Jacques Villeneuve    | BAR 004        | Honda 3.0 V10         | B      |
| Lucky Strike BAR Honda     | 12  | Olivier Panis         | BAR 004        | Honda 3.0 V10         | B      |
| Mild Seven Renault F1 Team | 14  | Jarno Trulli          | Renault R202   | Renault 3.0 V10       | M      |
| Mild Seven Renault F1 Team | 15  | Jenson Button         | Renault R202   | Renault 3.0 V10       | M      |
| Jaguar Racing              | 16  | Eddie Irvine          | Jaguar R3      | Ford Cosworth 3.0 V10 | M      |
| Jaguar Racing              | 17  | Pedro de la Rosa      | Jaguar R3      | Ford Cosworth 3.0 V10 | M      |
| Orange Arrows Cosworth     | 20  | Heinz-Harald Frentzen | Arrows A23     | Ford Cosworth 3.0 V10 | B      |
| Orange Arrows Cosworth     | 21  | Enrique Bernoldi      | Arrows A23     | Ford Cosworth 3.0 V10 | B      |
| KL Minardi Asiatech        | 22  | Alex Yoong            | Minardi PS02   | Asiatech 3.0 V10      | M      |
| KL Minardi Asiatech        | 23  | Mark Webber           | Minardi PS02   | Asiatech 3.0 V10      | M      |
| Panasonic Toyota Racing    | 24  | Mika Salo             | Toyota TF102   | Toyota 3.0 V10        | M      |
| Panasonic Toyota Racing    | 25  | Allan McNish          | Toyota TF102   | Toyota 3.0 V10        | M      |

## Klassifikation

### Qualifying
| Pos.                                                                   | Fahrer                | Konstrukteur     | Zeit     | Start |
| ---------------------------------------------------------------------- | --------------------- | ---------------- | -------- | ----- |
| 01                                                                     | Michael Schumacher    | Ferrari          | 1:21,091 | 01    |
| 02                                                                     | Rubens Barrichello    | Ferrari          | 1:21,155 | 02    |
| 03                                                                     | Ralf Schumacher       | Williams-BMW     | 1:21,476 | 03    |
| 04                                                                     | Juan Pablo Montoya    | Williams-BMW     | 1:21,605 | 04    |
| 05                                                                     | Kimi Räikkönen        | McLaren-Mercedes | 1:22,104 | 05    |
| 06                                                                     | David Coulthard       | McLaren-Mercedes | 1:22,490 | 06    |
| 07                                                                     | Nick Heidfeld         | Sauber-Petronas  | 1:22,767 | 07    |
| 08                                                                     | Jarno Trulli          | Renault          | 1:22,833 | 08    |
| 09                                                                     | Jenson Button         | Renault          | 1:22,857 | 09    |
| 10                                                                     | Jacques Villeneuve    | BAR-Honda        | 1:23,116 | 10    |
| 11                                                                     | Felipe Massa          | Sauber-Petronas  | 1:23,681 | 11    |
| 12                                                                     | Olivier Panis         | BAR-Honda        | 1:23,821 | 12    |
| 13                                                                     | Heinz-Harald Frentzen | Arrows-Cosworth  | 1:23,862 | 13    |
| 14                                                                     | Takuma Satō           | Jordan-Honda     | 1:24,050 | 14    |
| 15                                                                     | Giancarlo Fisichella  | Jordan-Honda     | 1:24,253 | 15    |
| 16                                                                     | Mika Salo             | Toyota           | 1:24,328 | 16    |
| 17                                                                     | Allan McNish          | Toyota           | 1:24,331 | 17    |
| 18                                                                     | Eddie Irvine          | Jaguar-Cosworth  | 1:24,579 | 18    |
| 19                                                                     | Mark Webber           | Minardi-Asiatech | 1:24,790 | 22    |
| 20                                                                     | Enrique Bernoldi      | Arrows-Cosworth  | 1:24,808 | 19    |
| 21                                                                     | Pedro de la Rosa      | Jaguar-Cosworth  | 1:24,852 | 20    |
| 107-Prozent-Zeit: 1:26,767 min (bezogen auf Bestzeit von 1:21,091 min) |                       |                  |          |       |
| DNQ                                                                    | Alex Yoong            | Minardi-Asiatech | 1:27,241 | –     |

Anmerkungen
1. ↑  Yoong scheiterte an der 107-Prozent-Zeit und wurde nicht zum Rennen zugelassen.

### Rennen
| Pos. | Fahrer                | Konstrukteur     | Runden | Stopps | Zeit        | Start | Schnellste Runde |
| ---- | --------------------- | ---------------- | ------ | ------ | ----------- | ----- | ---------------- |
| 01   | Michael Schumacher    | Ferrari          | 62     | 2      | 1:29:10,789 | 01    | 1:24,281 (45.)   |
| 02   | Rubens Barrichello    | Ferrari          | 62     | 2      | + 17,907    | 02    | 1:24,170 (38.)   |
| 03   | Ralf Schumacher       | Williams-BMW     | 62     | 2      | + 19,755    | 03    | 1:24,718 (62.)   |
| 04   | Juan Pablo Montoya    | Williams-BMW     | 62     | 2      | + 44,725    | 04    | 1:25,040 (31.)   |
| 05   | Jenson Button         | Renault          | 62     | 2      | + 1:23,395  | 09    | 1:25,761 (43.)   |
| 06   | David Coulthard       | McLaren-Mercedes | 61     | 2      | + 1 Runde   | 06    | 1:25,896 (48.)   |
| 07   | Jacques Villeneuve    | BAR-Honda        | 61     | 2      | + 1 Runde   | 10    | 1:25,959 (46.)   |
| 08   | Felipe Massa          | Sauber-Petronas  | 61     | 2      | + 1 Runde   | 11    | 1:26,279 (34.)   |
| 09   | Jarno Trulli          | Renault          | 61     | 2      | + 1 Runde   | 08    | 1:26,354 (30.)   |
| 10   | Nick Heidfeld         | Sauber-Petronas  | 61     | 4      | + 1 Runde   | 07    | 1:25,301 (61.)   |
| 11   | Mark Webber           | Minardi-Asiatech | 60     | 2      | + 2 Runden  | 19    | 1:27,914 (24.)   |
| –    | Enrique Bernoldi      | Arrows-Cosworth  | 50     | 2      | DNF         | 20    | 1:26,783 (20.)   |
| –    | Eddie Irvine          | Jaguar-Cosworth  | 45     | 2      | DNF         | 18    | 1:27,461 (29.)   |
| –    | Kimi Räikkönen        | McLaren-Mercedes | 44     | 1      | DNF         | 05    | 1:25,483 (38.)   |
| –    | Olivier Panis         | BAR-Honda        | 44     | 1      | DNF         | 12    | 1:26,189 (25.)   |
| –    | Pedro de la Rosa      | Jaguar-Cosworth  | 30     | 1      | DNF         | 21    | 1:27,104 (30.)   |
| –    | Mika Salo             | Toyota           | 26     | 1      | DNF         | 16    | 1:28,460 (17.)   |
| –    | Heinz-Harald Frentzen | Arrows-Cosworth  | 25     | 0      | DNF         | 13    | 1:26,537 (25.)   |
| –    | Giancarlo Fisichella  | Jordan-Honda     | 19     | 0      | DNF         | 15    | 1:28,741 (12.)   |
| –    | Takuma Satō           | Jordan-Honda     | 5      | 1      | DNF         | 14    | 1:30,158 (04.)   |
| –    | Allan McNish          | Toyota           | 0      | 0      | DNF         | 17    | –                |

## WM-Stände nach dem Rennen
Die ersten sechs des Rennens bekamen 10, 6, 4, 3, 2 bzw. 1 Punkt(e).

### Fahrerwertung
| Pos. | Fahrer             | Konstrukteur     | Punkte |
| ---- | ------------------ | ---------------- | ------ |
| 01   | Michael Schumacher | Ferrari          | 34     |
| 02   | Ralf Schumacher    | Williams-BMW     | 20     |
| 03   | Juan Pablo Montoya | Williams-BMW     | 17     |
| 04   | Jenson Button      | Renault          | 8      |
| 05   | Rubens Barrichello | Ferrari          | 6      |
| 06   | David Coulthard    | McLaren-Mercedes | 5      |
| 07   | Kimi Räikkönen     | McLaren-Mercedes | 4      |
| 08   | Eddie Irvine       | Jaguar-Cosworth  | 3      |
| 09   | Nick Heidfeld      | Sauber-Petronas  | 2      |
| 10   | Mark Webber        | Minardi-Asiatech | 2      |
| 11   | Mika Salo          | Toyota           | 2      |

| Pos. | Fahrer                | Konstrukteur     | Punkte |
| ---- | --------------------- | ---------------- | ------ |
| 12   | Felipe Massa          | Sauber-Petronas  | 1      |
| 13   | Jacques Villeneuve    | BAR-Honda        | 0      |
| 14   | Alex Yoong            | Minardi-Asiatech | 0      |
| 15   | Allan McNish          | Toyota           | 0      |
| 16   | Pedro de la Rosa      | Jaguar-Cosworth  | 0      |
| 17   | Takuma Satō           | Jordan-Honda     | 0      |
| 18   | Jarno Trulli          | Renault          | 0      |
| 19   | Heinz-Harald Frentzen | Arrows-Cosworth  | 0      |
| 20   | Giancarlo Fisichella  | Jordan-Honda     | 0      |
| –    | Olivier Panis         | BAR-Honda        | 0      |
| –    | Enrique Bernoldi      | Arrows-Cosworth  | 0      |

### Konstrukteurswertung
| Pos. | Konstrukteur     | Punkte |
| ---- | ---------------- | ------ |
| 01   | Ferrari          | 40     |
| 02   | Williams-BMW     | 30     |
| 03   | McLaren-Mercedes | 9      |
| 04   | Renault          | 8      |
| 05   | Jaguar-Cosworth  | 3      |
| 06   | Sauber-Petronas  | 3      |

| Pos. | Konstrukteur     | Punkte |
| ---- | ---------------- | ------ |
| 07   | Minardi-Asiatech | 2      |
| 08   | Toyota           | 2      |
| 09   | BAR-Honda        | 0      |
| 10   | Jordan-Honda     | 0      |
| 11   | Arrows-Cosworth  | 0      |